# Gammarinema cardisomae
Gammarinema cardisomae är en rundmaskart som beskrevs av Bo Riemann 1968. Gammarinema cardisomae ingår i släktet Gammarinema och familjen Monhysteridae. Inga underarter finns listade i Catalogue of Life.